# Harzrundfahrt

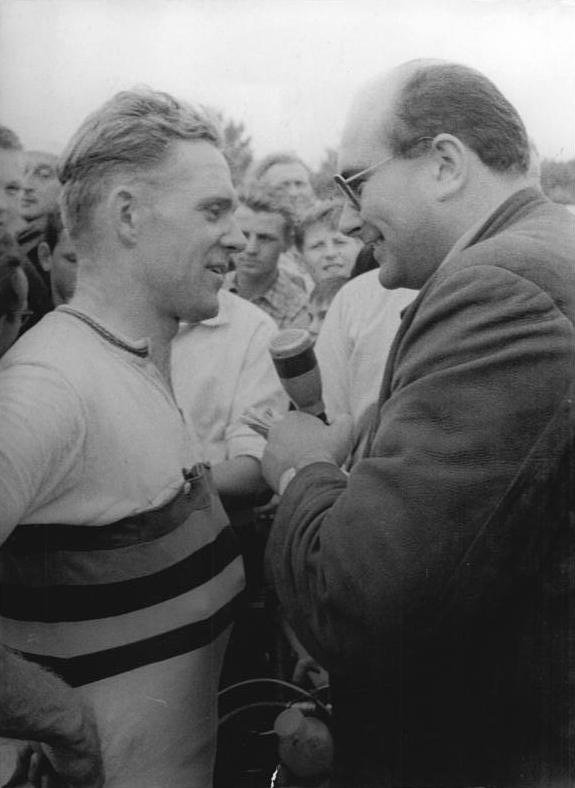
Täve Schur im Interview mit Heinz Florian Oertel bei der Harzrundfahrt 1960

Die Harzrundfahrt (auch: Harz-Rundfahrt) ist ein deutsches Straßenradrennen rund um und durch den Harz.
Es ist der zweitälteste deutsche Klassiker nach Rund um Berlin.

## Geschichte
1906 wurde das Eintagesrennen zum ersten Mal unter dem Titel „Rund um den Harz“ durchgeführt. 1908 wurde der Name in „Harzrundfahrt“ abgeändert. Start und Ziel war Hannover und der Hamburger Wilhelm thom Suden der erste Sieger. Er benötigte für die extrem lange Strecke von angeblich 610 km knapp 31 Stunden. Das ergab eine Durchschnittsgeschwindigkeit von rund 20 km/h. Die Länge der Strecke darf angezweifelt werden. Für eine grobe Umrundung des Harzes von Hannover mit Wendepunkt bei Mansfeld, auf den Straßen seiner Zeit, würden gut 400 bis 420 km zusammenkommen. Das ergäbe eine Durchschnittsgeschwindigkeit von rund 13–15 km/h. Das erscheint mit der Radtechnik der Zeit realistischer. Gefahren wurde auf unbefestigten Straßen, die bei Regen eine Zumutung darstellten. Eine individuelle Betreuung der Akteure nach heutigen Maßstäben gab es nicht, ebenso wenig einen Materialwagen, eine Gangschaltung (sie war noch gar nicht erfunden) oder Rennkleidung.
Aus dieser Pionierzeit des Radsports gibt es eine handschriftliche Notiz: „… ab Wilhelmshöhe (bei Halberstadt) zog ein Gewitter auf, welches sich in Blankenburg entlud. Einige Rennfahrer flüchteten in Gaststätten und hatten hinterher einigen Ärger, weil sie gar kein Geld beihatten. Ich stand mit einem Berliner und einem Fahrer aus Bielefeld in einer Veranda. Das Gewitter verzog sich, und nun fingen die schweren Berge an. Wurzeln, Äste und freigespülte Steine lagen im Weg. Es kam, wie es kommen musste, mein Vorderreifen hauchte die Luft aus. Da es noch runter bis Sangerhausen ging und ich meinen Reservereifen bereits aufgebraucht hatte, entschloss ich mich, aufzugeben und umzukehren.“ Einige Rennfahrer, deren Räder bei einem Sturz unbrauchbar geworden waren, mussten mit dem Zug nach Magdeburg zum Start- und Zielort zurückfahren.
Von 1926 bis 1998 war Magdeburg Start- und Zielort. Die Harzrundfahrt 1930 war das erste Rennen, bei dem die Amateure des BDR (Bund Deutscher Radfahrer) und VDRV (Verein Deutscher Radsport-Verbände) gemeinsam ein Rennen bestritten. Amateure und Berufsfahrer bestritten das Rennen gemeinsam. Die in der Spitzengruppe verbliebenen Amateure wurden kurz vor dem Ziel angehalten, damit die Profis das Finale unter sich austragen konnten. In einigen Jahren veranstaltete auch der Bund Deutscher Radfahrer eine Harzrundfahrt mit Start und Ziel in Goslar.
1952 fand das Rennen als 1. Lauf der DDR-Straßen-Radmeisterschaften statt. Im Zeitraum von 1974 bis 1987 wurden sieben Etappen der DDR-Rundfahrt als Harzrundfahrt deklariert, teils auch unter abweichenden Namen wie „Rund im Harz“, „Quer durch den Harz“, „Harzquerfahrt“, „Dessau–Nordhausen“ u. a.
Zu den bekanntesten Siegern des Rennens gehören Gustav-Adolf Schur, der das Rennen viermal gewann (1955, 1956, 1959 und 1960), und Jan Ullrich (1994).
2008 wurde die Harzrundfahrt als Teil der Rad-Bundesliga durchgeführt. Die Strecke mit Start und Ziel in Wernigerode führte durch den sachsen-anhaltischen Teil des Harzes. Ausrichtender Verein war der Harzer Radsportclub Wernigerode. Seit 2016 wurde das Rennen nicht mehr ausgetragen. Es gibt Bestrebungen die Harzrundfahrt 2025 oder 2026 wiederzubeleben. Mit der Harzumrundung (HUR), ausgetragen nach dem Prinzip einer Radtourenfahrt (RTF), folgt man seit 2024 den legendären Wegen der damaligen Erstausrichtung.

## Palmarès
- 2016–2024 nicht ausgetragen
- 2015  Immanuel Stark
- 2014  Eduard Schwarzkopf
- 2013  Maximilian Beyer
- 2012  Florian Stosius
- 2011  Henner Rödel
- 2010  Jacob Fiedler
- 2009  Sebastian Hans
- 2008  Erik Mohs
- 2007  Sebastian Heinrichs
- 2006  René Obst
- 2005  Paul Martens
- 2004  Thomas Fothen
- 2003  Robert Bengsch
- 2002 nicht ausgetragen
- 2001  André Kalfack
- 2000  David Kopp
- 1999  Jörg Förster
- 1998  Torsten Nitsche
- 1997 nicht ausgetragen
- 1996  Andreas Lebsanft
- 1995  Jens Voigt
- 1994  Jan Ullrich
- 1993  Ralf Schmidt
- 1992  Mike Weißmann
- 1991  Hagen Bernutz
- 1988–1990 nicht ausgetragen
- 1987  Uwe Ampler

1987  Jens Heppner
- 1986 nicht ausgetragen
- 1985  Uwe Raab
- 1979–1984 nicht ausgetragen
- 1978  Adam Jagła
- 1977 nicht ausgetragen
- 1976  Bernd Drogan[9]
- 1975 nicht ausgetragen
- 1974  Hans-Joachim Hartnick

1974  Wolfgang Gansert
- 1967–1973 nicht ausgetragen
- 1966  Bernd Knispel
- 1965  Günter Hoffmann
- 1964  Lothar Lingner
- 1963  Rainer Marks
- 1962  Andreas Purho
- 1961  Klaus Kellermann
- 1960  Gustav-Adolf Schur[11]
- 1959  Gustav-Adolf Schur
- 1958  Erich Hagen
- 1957  Roland Henning
- 1956  Gustav-Adolf Schur
- 1955  Gustav-Adolf Schur
- 1954  Rudi Kirchhoff
- 1953 nicht ausgetragen
- 1952  Heinz Jacob
- 1951 nicht ausgetragen
- 1950  Erich Schulz
- 1949  Walter Dietrich
- 1948  Georg Schuhmacher
- 1943–1947 nicht ausgetragen
- 1942  Werner Fritzsche
- 1941  Walter Richter
- 1940  Karl Kittsteiner
- 1939  Fritz Scheller (P)

1939  Alfred Siegel (A)
- 1938  Fritz Diederichs (P)

1938  Valentin Pütter (A)
- 1937  Erich Bautz (P)

1937  Herbert Hackebeil (A)
- 1936  Jupp Arents (P)

1936  Fritz Scheller (A)
1936  Willi Hupfeld (A)
- 1935  Jupp Arents (P)

1935  Hans Heller (A)
- 1934  Oskar Thierbach (P)

1974  Fritz Scheller (A)
- 1931–1933 nicht ausgetragen
- 1930  Hermann Buse (P)

1930  Walter Hoffmann (A)
1930  Erich Lucas (A)
- 1929  Karl Altenburger (P)

1929  A. Oberhaupt (A)
- 1928  Richard Feder (P)

1928  Bernhard Stübecke (A)
- 1927  René Vermandel
- 1927  Oscar Zeissner (A)
- 1926  Oskar Tietz (P)

1926  Max Günther (A)
- 1923–1925 N.N.[12]
- 1922  Ernst Rohde
- 1921  Ernst Hartmann
- 1920  Ernst Hartmann
- 1909  Gabriel
- 1908  Johann Hohe
- 1907 nicht ausgetragen
- 1906  Wilhelm thom Suden

P=Profis; A=Amateure 